# Aldeire
Aldeire – gmina w Hiszpanii, w prowincji Grenada, w Andaluzji, o powierzchni 70,07 km². W 2011 roku gmina liczyła 670 mieszkańców.
Liczne ślady potwierdzają, że obszar ten był zamieszkany od czasów prehistorycznych.